# Syddanske Forskerparker
Syddanske Forskerparker er en forskerpark; et iværksættermiljø for  startups og virksomheder på to forskellige adresser i Odense: Forskerparken og Videnbyen. 
Samlet set er virksomhederne fordelt på 19.000 m2, og ca. 500 ansatte har arbejdsplads i én af de 2 parker. 
Syddanske Forskerparker faciliterer
- Fælleskontorer
- Private kontorer
- Værksteder
- Møde- og konferencelokaler
- Uddelinger
- Adgang til kapital
- Professionelt netværk
- Faglige og sociale     arrangementer

## Historie
1990 Fonden Syddanske Forskerparker bliver grundlagt
Fonden Syddanske Forskerparker er en erhvervsdrivende fond grundlagt den 26. april 1990 med det formål at godkende lejere og varetage driften af Forskerparken. I 1992 flyttede de første virksomheder ind i Forskerparken i Odense.
1991 Ejendomsselskabet Den Fynske Forskerpark stiftes
Fonden Syddanske Forskerparker fungerer som administrationsselskab for bl.a. Ejendomsselskabet Den Fynske Forskerpark, der blev opført med det formål at bygge og eje forskerparkbygninger. Bag selskabet står en række aktører, heraf mange fra det fynske erhvervsliv.
2002 Første Forskerpark i Sønderborg
Forskerparken i Odense og Udviklingspark Syd i Sønderborg fusionerer under navnet Syddanske Forskerparker og driver indtil 2019 under dette navn en forskerparkafdeling på 4000 m2 på adressen Ellegårdvej 36.
2004 Forskerpark i Vejle 
Syddanske Forskerparker overtager IT-Innovation i Vejle og starter afdeling i byens gamle slagteri. Afdelingen eksisterer indtil 2009.
2006 Første afdeling i Kolding 
Syddanske Forskerparker lejer sig ind hos House of Innovation med 318 m2. lejemålet ophører ca. to år senere, hvorefter der lejes 2 kontorer på ca. 100 m2 hos Industri Invest Syd A/S i Vonsild.
2009 Ny afdeling i Sønderborg
Alsion bygges, og Syddanske Forskerparker driver fondens anden afdeling i Sønderborg på 6500 m2 frem til 2016.
2015 Den 2. forskerpark i Odense
Videnbyen opføres som et samlet iværksætter- og innovationshus. Huset etableres i samarbejde med Syddansk Universitet og University College Lillebælt og rummer herudover en række virksomheder.
2016 Ny afdeling i Kolding
1. august 2016 åbnes ny afdeling i det smukt istandsatte pakhus på Kolding havn. Pakhuset er på knap 2000 m2 og ligger tæt ved Syddansk Universitet og det nye Campus-område.

## Om Forskerparken
Forskerparken i Odense er Danmarks kraftcenter inden for velfærds- og robotteknologi samt erhvervsfremme. Et inspirerende, internationalt miljø, tæt ved landets 3. største universitet, Syddansk Universitet og centralt placeret midt i Danmark og i Campus Odense, der er et af Europas mest ambitiøse områder for vækst og udvikling inden for robotteknologi, sundheds- og velfærdsinnovation.

## Om Videnbyen
Videnbyen i Odense ligger i vidensbydelen Cortex Park som nabo til Syddansk Universitet.  Videnbyen huser startup-virksomheder, investeringsselskaber samt Syddansk Universitets vækst- og entreprenørskabsaktiviteter. Desuden rummer Videnbyen prototypelaboratorier, inkubationsmiljøer, tilbud til startups, café og moderne møde- og konferencefaciliteter.

## Om Pakhuset
Pakhuset ligger på havnen i Kolding midt i Koldings nye Campus-bydel og tæt ved banegården. Pakhuset er Syddanske Forskerparkers nyeste afdeling. Huset fungerer som arbejdsfællesskab for iværksættere, uddannelsesinstitutioner og en række små- og mellemstore virksomheder i Kolding.

## Ekstern henvisning
1. ↑  Om Forskerparken syddanskeforskerparker.dk hentet den 22. oktober 2020
2. ↑  Om Videnbyen syddanskeforskerparker.dk hentet den 22. oktober 2020
3. ↑  Om pakhuset syddanskeforskerparker.dk Arkiveret 27. september 2020 hos  Wayback Machine hentet den 22. oktober 2020

- Syddanske Forskerparker

| Naturvidenskab | Spire Denne naturvidenskabsartikel er en spire som bør udbygges. Du er velkommen til at hjælpe Wikipedia ved at udvide den. |

55°22′9.53″N 10°24′48.97″Ø / 55.3693139°N 10.4136028°Ø